# El Banco
El Banco é um município da Colômbia, localizado no departamento de Magdalena. Localizado na confluência dos rios Magdalena e Cesar, ficou conhecida popularmente pela canção folclórica "La Piragua", onde cita a importância do seu porto fluvial.  